# Steve Purdy
Steven Francis Purdy (Bakersfield, 5 februari 1985) is een Salvadoraans voetballer.

## Clubcarrière
Purdy tekende in 2007 zijn eerste profcontract bij het Duitse 1860 München. In zijn tijd bij 1860 München kwam hij echter nooit uit voor het eerste elftal. Zijn wedstrijden speelde hij dan ook bij het reserveteam van de Duitse club. Op 14 januari 2009 tekende hij bij FC Dallas. Op 21 maart 2009 maakte hij zijn MLS-debuut tegen Chicago Fire.
Op 2 april 2010 tekende hij bij Portland Timbers, dat destijds nog niet in de Major League Soccer uitkwam. Hij speelde 24 competitiewedstrijden en was mede verantwoordelijk voor het defensieve succes van de club in dat seizoen. Op 26 januari 2006 tekende hij bij het vernieuwde Portland Timbers dat dat jaar voor het eerst in de Major League Soccer deelnam. Na twee jaar bij het vernieuwde Portland Timbers besloot de club hem te laten gaan.
Purdy tekende op 14 februari 2013, na enkele weken met de club getraind te hebben, een contract bij Chivas USA. Op 27 april 2013 maakte hij zijn debuut voor Chivas tegen San Jose Earthquakes. Op 21 november 2013 werd zijn contract bij Chivas USA ontbonden.

## Interlandcarrière
Purdy heeft de Verenigde Staten op verschillende jeugdniveaus gerepresenteerd. Hij speelde in de voetbalelftallen onder 17, 20 en 23 van de Verenigde Staten. In 2007 werd hij opgeroepen voor het Amerikaanse nationale team ter voorbereiding op een wedstrijd tegen Zwitserland. Ondanks dat hij bij de wedstrijdselectie zat, maakte hij zijn debuut niet.
Op 19 juli 2010 gaf Purdy in een interview aan uit te willen komen voor El Salvador. Carlos de los Cobos, destijds bondscoach van El Salvador, gaf aan interesse te hebben in zijn diensten. Op 17 maart 2011 werd hij opgeroepen voor het nationale team van El Salvador ter voorbereiding op wedstrijden tegen Jamaica en Cuba. Zijn club, Portland Timbers liet hem echter niet gaan. Op 11 mei 2011 ontving Purdy zijn Salvadoraanse paspoort. Bondscoach Rubén Israel riep hem in 2011 op voor de CONCACAF Gold Cup. Purdy maakte zijn Salvadoraans debuut in de kwartfinale van het toernooi tegen Panama. Op 11 oktober 2011 scoorde hij zijn eerste doelpunt en gaf hij zijn eerste assist in een wedstrijd tegen de Kaaimaneilanden.
| Interlands van Steve Purdy voor El Salvador | Interlands van Steve Purdy voor El Salvador | Interlands van Steve Purdy voor El Salvador | Interlands van Steve Purdy voor El Salvador | Interlands van Steve Purdy voor El Salvador | Interlands van Steve Purdy voor El Salvador | Interlands van Steve Purdy voor El Salvador |
| №                                           | Datum                                       | Wedstrijd                                   | Uitslag                                     | Competitie                                  | Goals                                       |                                             |
| Als speler van Portland Timbers             | Als speler van Portland Timbers             | Als speler van Portland Timbers             | Als speler van Portland Timbers             | Als speler van Portland Timbers             | Als speler van Portland Timbers             | Als speler van Portland Timbers             |
| ------------------------------------------- | ------------------------------------------- | ------------------------------------------- | ------------------------------------------- | ------------------------------------------- | ------------------------------------------- | ------------------------------------------- |
| 1.                                          | 19 juni 2011                                | Panama – El Salvador                        | 1 – 1 (5 – 3 n.s.)                          | CONCACAF Gold Cup                           | 0                                           |                                             |
| 2.                                          | 12 oktober 2011                             | El Salvador – Kaaimaneilanden               | 4 – 0                                       | Kwalificatie WK 2014                        | 1                                           |                                             |
| 3.                                          | 11 november 2011                            | Suriname – El Salvador                      | 1 – 3                                       | Kwalificatie WK 2014                        | 0                                           |                                             |
| 4.                                          | 15 november 2011                            | El Salvador – Suriname                      | 4 – 0                                       | Kwalificatie WK 2014                        | 0                                           |                                             |
| 5.                                          | 1 maart 2012                                | El Salvador – Estland                       | 0 – 2                                       | Vriendschappelijk                           | 0                                           |                                             |
| 6.                                          | 26 mei 2012                                 | El Salvador – Moldavië                      | 2 – 0                                       | Vriendschappelijk                           | 0                                           |                                             |
| 7.                                          | 2 juni 2012                                 | El Salvador – Honduras                      | 0 – 3                                       | Vriendschappelijk                           | 0                                           |                                             |
| 8.                                          | 8 juni 2012                                 | Costa Rica – El Salvador                    | 2 – 2                                       | Kwalificatie WK 2014                        | 0                                           |                                             |
| 9.                                          | 12 juni 2012                                | El Salvador – Mexico                        | 1 – 2                                       | Kwalificatie WK 2014                        | 0                                           |                                             |
| 10.                                         | 11 augustus 2012                            | El Salvador – Guatemala                     | 1 – 0                                       | Vriendschappelijk                           | 0                                           |                                             |
| 11.                                         | 15 augustus 2012                            | El Salvador – Jamaica                       | 0 – 2                                       | Vriendschappelijk                           | 0                                           |                                             |
| 12.                                         | 7 september 2012                            | El Salvador – Guyana                        | 2 – 2                                       | Kwalificatie WK 2014                        | 0                                           |                                             |
| 13.                                         | 16 oktober 2012                             | Mexico – El Salvador                        | 2 – 0                                       | Kwalificatie WK 2014                        | 0                                           |                                             |
| Als speler van Chivas USA                   |                                             |                                             |                                             |                                             |                                             |                                             |
| 14.                                         | 22 mei 2013                                 | Venezuela – El Salvador                     | 2 – 1                                       | Vriendschappelijk                           | 0                                           |                                             |
| 15.                                         | 8 juli 2013                                 | El Salvador – Trinidad en Tobago            | 2 – 2                                       | CONCACAF Gold Cup                           | 0                                           |                                             |

Bijgewerkt t/m 30 juli 2013